# Bitva na Luckém poli
Bitva na Luckém poli byla válečným střetem mezi oddílem českého vojska knížete Vladislav I. a vojskem uherského krále Štěpána II. Uherského po neúspěchu diplomatických jednání po Štěpánově nástupu na uherský trůn. Odehrála se 13. května 1116 poblíž toku řeky Olšavy, pravděpodobně v okolí obcí Dolní Němčí, Nivnice a Slavkov nedaleko Uherského Hradiště, na jihovýchodní Moravě a skončila porážkou uherských vojsk. České vítězství dopomohlo k uhájení okolního území ve prospěch Českého knížectví a následné kolonizaci hraničního území v oblasti šířeji nazývané Lucké pole.

## Pozadí
Vladislav I. nastoupil na český knížecí stolec roku 1109, jakožto nástupce Svatopluka I., zavražděného během tažení v Polsku, po období vleklých sporů o trůn. Podařilo se mu upevnit svou pozici získáním podpory svatořímského císaře Jindřicha V. a urovnal také své spory s polským knížetem Boleslavem III. Křivoústým, který při svém vpádu do Čech uštědřil se svým vojskem Čechům porážku v bitvě na Trotině roku 1110. Stejně tak jako panovník vedl vleklé spory o území na hranici jihovýchodní Moravy a tehdejších Horních Uher (pozdějšího severozápadního Slovenska), nazývaných Lucké pole, v pozdějších letech pak Lucká provincie.
Po smrti uherského krále Kolomana Uherského v únoru 1116 nastoupil na trůn jeho syn Štěpán II. Ten záhy vyslal poselstvo k Vladislavovi s nabídkou vzájemného setkání a jednání panovníků v hraničním prostoru Luckého pole. Zde se v roce 1099 (dle kronikářů nekonkrétně na Luckém poli, možná v prostoru u Dolního Němčí) sešel český kníže Břetislav II. s Kolomanem Uherským, volba místa tak byla symbolická. Vladislav návrh přijal a se svou družinou a celým knížecím vojskem se na Moravu vypravil, na místo dorazili také Ota II. Olomoucký a Soběslav Brněnský. Stejně tak učinil Štěpán, mj. v doprovodu ostříhomského arcibiskupa Vavřince. Obě skupiny se setkaly patrně na opačných březích řeky Olšavy, k vzájemným jednáním však nakonec nedošlo, neboť od počátku setkání docházelo k projevům neúcty a unáhleným rozhodnutím. 

## Průběh bitvy
Bojové události zaznamenal jejich současník kronikář Kosmas ve své Kronice Čechů. Pro absenci lidských sídel však nemohl kronikář místo střetu blíže určit, což vedlo později k nekončícím pokusům místních dějepisců svázat bitvu co nejúžeji s určitou lokalitou (např. Dolním Němčím, Slavkovem, Nivnicí či Hlukem). Rovněž může být jeho interpretace poznamenána zaujetím ve prospěch české strany.  

Situace mezi oběma ozbrojenými voji byla nadále stupňována v napětí. Kosmas hovoří o českém pánu Soltovi, který měl přijít s Vladislavovou družinou a výrazně se podílet vytvářením lživých zpráv o přípravách léčky na obou stranách. Jako první měli zaútočit uherští bojovníci, snad po unáhleném rozkazu mladého Štěpána, kteří vytáhli proti českému ležení. Vladislavovy oddíly se po nějaké době daly na ústup, včetně samotného knížete, v bitvě padl mj. hejtman žateckého kraje Juřík Stanovic s řadou svých druhů. Bitvu potom zvrátilo zapojení bojovníků Oty Olomouckého a Soběslava Brněnského, které následně bitvu zvrátili v český prospěch. Češi překročili Olšavu, dobyli uherský tábor a odnesli si značnou kořist. Král Štěpán se svým vojskem byl pak nucen ustoupit až k hradu Trenčín na řece Váh. 

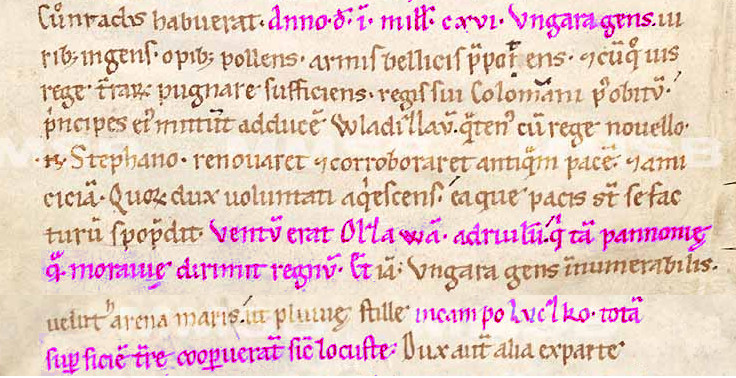
Začátek textu z Kosmovy kroniky české o bitvě svedené v pohraničním Luckém poli: „[…] V roce vtělení Páně 1116. uherský lid […] přijel k říčce Olšavě, jež dělí panství panonské [tj. uherské] a moravské a […] pokryl na poli Lucku celý povrch zemský jako kobylky. […]“

## Hodnocení bitvy
Vítězný střet ještě více upevnil českou přítomnost v této části Moravy, a byl tak podstatným momentem v procesu stanovování česko-uherské (česko-slovenské) hranice. V následujících obdobích sem pak z jiných míst Českého knížectví začali přicházet kolonisté. Uherské oddíly pak přes hranici nezřídka vpadaly, plenily zde a loupily.
V rámci výročí 900 let od uskutečnění bitvy byl při východním okraji intravilánu Dolního Němčí vztyčen pískovcový památník připomínající tuto událost (bez odkazu na konkrétní místo).